# Алексис-Крік 34
Алексис-Крік 34 (англ. Alexis Creek 34) — індіанська резервація в Канаді, у провінції Британська Колумбія, у межах регіонального округу Карібу.

## Населення
За даними перепису 2016 року, індіанська резервація не ма постійного населення.

## Клімат
Середня річна температура становить 2°C, середня максимальна – 18,6°C, а середня мінімальна – -18,1°C. Середня річна кількість опадів – 373 мм.
| Клімат поселення                              | Клімат поселення | Клімат поселення | Клімат поселення | Клімат поселення | Клімат поселення | Клімат поселення | Клімат поселення | Клімат поселення | Клімат поселення | Клімат поселення | Клімат поселення | Клімат поселення | Клімат поселення |
| Показник                                      | Січ.             | Лют.             | Бер.             | Квіт.            | Трав.            | Черв.            | Лип.             | Серп.            | Вер.             | Жовт.            | Лист.            | Груд.            |                  |
| Середній максимум, °C                         | −3,09            | 0,12             | 5,12             | 10,05            | 14,70            | 18,33            | 18,62            | 18,49            | 14,33            | 8,88             | 1,38             | −4,54            |                  |
| Середня температура, °C                       | −10,6            | −7,39            | −2,39            | 2,54             | 7,18             | 10,83            | 13,14            | 13,01            | 8,85             | 3,39             | −4,09            | −10,01           |                  |
| Середній мінімум, °C                          | −18,11           | −14,9            | −9,91            | −4,98            | −0,33            | 3,31             | 7,66             | 7,52             | 3,38             | −2,09            | −9,58            | −15,5            |                  |
| Норма опадів, мм                              | 28               | 15               | 14               | 17               | 33               | 50               | 49               | 40               | 31               | 31               | 35               | 30               |                  |
| Середньомісячна швидкість вітру, м/с          | 1.58             | 1.70             | 2.00             | 2.22             | 2.23             | 2.20             | 2.15             | 1.90             | 1.82             | 1.92             | 1.90             | 1.57             |                  |
| Середньомісячна сонячна радіація, кДж/м²·день | 2827             | 5522             | 10167            | 14886            | 18304            | 19804            | 20177            | 17070            | 11744            | 6403             | 3104             | 2052             |                  |
| --------------------------------------------- | ---------------- | ---------------- | ---------------- | ---------------- | ---------------- | ---------------- | ---------------- | ---------------- | ---------------- | ---------------- | ---------------- | ---------------- | ---------------- |
| Джерело:                                      |                  |                  |                  |                  |                  |                  |                  |                  |                  |                  |                  |                  |                  |